# Parafia św. Marii Magdaleny w Jasionie
Parafia św. Marii Magdaleny w Jasionie – parafia rzymskokatolicka, znajdująca się w diecezji opolskiej, w dekanacie Leśnica.

## Historia
Wieś wzmiankowano w 1285 roku. Kościół zbudowano w 1436 r., natomiast w 1447 r. parafię uwzględniono w rejestrze świętopietrza umieszczonej w archiprezbiteracie strzeleckim. Kościół w większości zburzono na początku XX w., z wyjątkiem prezbiterium, które obecnie stanowi boczną kaplicę nowego kościoła wzniesionego w latach 1910–11.